# 南溪城墙
南溪城墙，为原南溪县城城墙，位于中国四川省宜宾市南溪区。南溪城墙现存长度1000余米，尚存文明门、广福门和望瀛门三座城门。1985年12月，列入南溪县文物保护单位；2007年6月1日公佈為四川省第七批文物保護單位；2013年3月5日列為第七批全國重點文物保護單位。

## 历史
明天顺年间，南溪城墙由土墙改为石墙，并设城门7座。清乾隆年间，重建城楼，并增两座城门。